# Test de White
En statistique, le test de White est un test statistique qui teste si la variance des erreurs d'un modèle de régression est constante (homoscédasticité).
Le test a été proposé par Halbert White en 1980 et est désormais énormément utilisé, faisant de cet article l'un des plus cités en économie .
Si jamais le test de White est statistiquement significatif, l'hétéroscédasticité peut ne pas en être la cause. Le problème peut en effet venir d'une erreur de spécification. Le test de White peut donc être un test d'hétéroscédasticité (si aucun terme croisé n'est introduit dans la procédure) ou de spécification, ou les deux à la fois (si les termes croisés sont introduits dans la procédure). Cependant, cette plus grande généralité fait qu'il est moins puissant que d'autres tests d'hétéroscédasticité, comme ceux de Breusch-Pagan et de Goldfeld et Quandt.

## Méthode
On commence par écrire l'hypothèse nulle d'homoscédasticité et l'hypothèse alternative :
{\displaystyle {\text{H}}_{0}:y_{i}=\alpha +\beta x_{i}+\gamma z_{i}+\varepsilon _{i}} ; {\displaystyle \ V(\varepsilon _{i})=\sigma ^{2}\ } ; {\displaystyle \ i=1,\ldots ,N} avec {\displaystyle {\text{N}}} la taille de l'échantillon
{\displaystyle {\text{H}}_{1}:y_{i}=\alpha +\beta x_{i}+\gamma z_{i}+\varepsilon _{i}} ; {\displaystyle \ V(\varepsilon _{i})=\sigma _{i}^{2}=\eta _{1}+\eta _{2}x_{i}+\eta _{3}z_{i}+\eta _{4}x_{i}^{2}+\eta _{5}z_{i}^{2}+\eta _{6}x_{i}z_{i}+\omega _{i}\ } où {\displaystyle \ \eta _{1},\eta _{2},\eta _{3},\eta _{4},\eta _{5},\eta _{6}\ } sont des coefficients et {\displaystyle \omega _{i}} un bruit blanc.
Ensuite :
- on estime le modèle par la méthode des moindres carrés ordinaire (MCO), ce qui nous permet d'obtenir {\displaystyle {\hat {\varepsilon }}_{i}}, que l'on élève ensuite au carré
- on estime ensuite par les MCO l'équation de test suivante : {\displaystyle {\hat {\varepsilon }}_{i}^{2}=\eta _{1}+\eta _{2}x_{i}+\eta _{3}z_{i}+\eta _{4}x_{i}^{2}+\eta _{5}z_{i}^{2}+\eta _{6}x_{i}z_{i}+\omega _{i}}

### Sur grand échantillon
Si on a un grand échantillon, alors on peut suivre presque la même procédure que dans le test de Breusch-Pagan et comparer la statistique de White à un test du χ² :
{\displaystyle W=NR^{2}} suit {\displaystyle \chi ^{2}\left({\frac {K(K+1)}{2}}-1\right)} avec {\displaystyle K} le nombre de paramètres à estimer sous {\displaystyle {\text{H}}_{0}} (trois ici). Le degré de liberté du {\displaystyle \chi ^{2}} représente donc le nombre de restrictions à tester dans l'équation écrite au point précédent (cinq).
Si la statistique de White est supérieure à celle lue dans la table du Chi-Deux pour un certain niveau de risque d'erreur de première espèce (5% étant la valeur généralement retenue), alors on rejette l'hypothèse nulle d'homoscédasticité.

### Sur petit échantillon
Si on a un petit échantillon, il est en revanche préférable d'utiliser un test de Fisher.
{\displaystyle W=\left({\frac {SCR_{R}-SCR_{NR}}{SCR_{NR}}}\right){\frac {N-K}{K-1}}} suit {\displaystyle F(K-1,N-K)}
{\displaystyle {\text{SCR}}_{R}} est la somme des carrés des résidus que l'on obtient en régressant {\displaystyle {\hat {\varepsilon }}_{i}^{2}} sur la constante, et {\displaystyle {\text{SCR}}_{NR}} est celle que l'on a avec l'équation  :
{\displaystyle {\hat {\varepsilon }}_{i}^{2}=\eta _{1}+\eta _{2}x_{i}+\eta _{3}z_{i}+\eta _{4}x_{i}^{2}+\eta _{5}z_{i}^{2}+\eta _{6}x_{i}z_{i}+\omega _{i}}
Si la statistique de White est supérieure à celle lue dans la table de Fisher pour un certain niveau de risque d'erreur de première espèce (5% étant la valeur généralement retenue), alors on rejette l'hypothèse nulle d'homoscédasticité.